# Sanshiro Murao
Pour les articles homonymes, voir Lima.
Sanshiro Murao (村尾 三四郎), né le 28 août 2000, est un judoka japonais.
Il est médaillé d'argent aux Jeux olympiques d'été de 2024 dans la catégorie moins de 90 kg.

## Palmarès

### Compétitions internationales
| Année | Compétition           | Lieu        | Résultat | Catégorie         |
| ----- | --------------------- | ----------- | -------- | ----------------- |
| 2019  | Championnats du monde | Tokyo       | 1er      | Par équipes mixte |
| 2022  | Championnats d'Asie   | Nour‑Sultan | 1er      | Moins de 90 kg    |
| 2023  | Championnats du monde | Doha        | 3e       | Moins de 90 kg    |
| 2023  | Championnats du monde | Doha        | 1er      | Par équipes mixte |
| 2024  | Championnats d'Asie   | Hong Kong   | 1er      | Moins de 90 kg    |
| 2024  | Jeux olympiques       | Paris       | 2e       | Moins de 90 kg    |
| 2024  | Jeux olympiques       | Paris       | 2e       | Par équipes mixte |